# Tubarão-zebra
O tubarão-zebra (Stegostoma fasciatum) é uma espécie de Orectolobiformes e o único membro da família Stegostomatidae. É encontrada em todo o Indo-Pacífico tropical, frequentando recifes de coral e áreas arenosas planas até uma profundidade de 62 metros. Os tubarões-zebra adultos são distintos na aparência, com cinco cristas longitudinais em um corpo cilíndrico, uma nadadeira caudal baixa compreendendo quase metade do comprimento total e geralmente um padrão de manchas escuras em um fundo claro. Os tubarões-zebra jovens com menos de 50–90 centímetros de comprimento têm um padrão completamente diferente, consistindo em listras verticais claras em um fundo marrom e sem cristas. Esta espécie atinge um comprimento de 2,5 metros.
Os tubarões-zebra são noturnos e passam a maior parte do dia descansando imóveis no fundo do mar. À noite, eles caçam ativamente por moluscos, crustáceos, pequenos peixes ósseos e, possivelmente, serpentes marinhas dentro de buracos e fendas no recife. Embora solitários na maior parte do ano, eles formam grandes agregações sazonais. O tubarão-zebra é ovíparo: as fêmeas produzem várias dúzias de grandes cápsulas de ovo, que ancoram em estruturas subaquáticas por meio de gavinhas adesivas. Inócuos para os humanos e resistentes em cativeiro, os tubarões-zebra são objetos populares de mergulhos de ecoturismo e aquários públicos. A União Internacional para a Conservação da Natureza (UICN) avaliou esta espécie como ameaçada em todo o mundo, uma vez que é capturada por pescarias comerciais em grande parte de sua distribuição (exceto na Austrália) para carne, barbatanas e óleo de fígado. Há evidências de que seus números estão diminuindo.

## Taxonomia

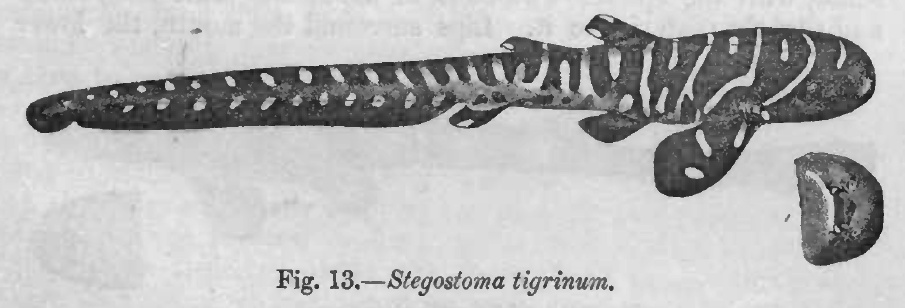
Taxonomistas pensavam que tubarões-zebra juvenis eram uma espécie seprada devido à sua aparência diferente dos adultos.

O tubarão-zebra foi descrito pela primeira vez como Squalus varius por Seba em 1758 (Seba morreu anos antes; a publicação foi póstuma). Nenhum tipo de espécime foi designado, embora Seba incluísse uma descrição abrangente em latim e uma ilustração precisa de um jovem. Müller e Henle colocaram esta espécie no gênero Stegostoma em 1837, usando o epíteto específico fasciatus (ou a forma neutra fasciatum, já que Stegostoma é neutro enquanto Squalus é masculino) de um trabalho de 1801 por Bloch e Schneider. Em 1984, Compagno rejeitou o nome "varius/m" em favor de "fasciatus/m" para o tubarão-zebra, porque Seba não usou consistentemente a nomenclatura binomial em suas descrições de espécies (embora Squalus varius possa ser interpretado como um nome binomial). Na visão de Compagno, o primeiro uso adequado de "varius/m" foi por Garman em 1913, tornando-o um sinônimo júnior. Ambos S. fasciatum e S. varium estão atualmente em uso para esta espécie; até o início de 1990 a maioria das autoridades usava o último nome, mas desde então a maioria seguiu Compagno e usou o primeiro nome. Uma revisão taxonômica em 2019, em vez disso, argumentou que S. tigrinum é seu nome válido. Este nome foi omitido na revisão de Compagno em 1984, possivelmente devido à confusão sobre seu ano de descrição (em uma publicação em 1941, Fowler erroneamente o listou como descrito em 1795). Squalus tigrinus foi descrito por Forster em 1781, dois anos antes de Squalus fasciatus ser descrito por Hermann. Consequentemente, o primeiro e mais antigo é o nome válido (como Stegostoma tigrinum), enquanto o último e mais jovem é seu sinônimo júnior. Como o nome proposto por Forster em 1781 foi usado em dezenas de publicações desde 1899, não é um nomen oblitum.
O nome do gênero é derivado do grego stego, que significa "coberto", e stoma, que significa "boca". O epíteto específico fasciatum significa "em faixas", referindo-se ao padrão listrado do juvenil. A coloração juvenil também é a origem do nome vulgar "tubarão-zebra". O nome "tubarão-leopardo" às vezes é aplicado ao adulto manchado, mas esse nome geralmente se refere ao membro da família Triakidae Triakis semifasciata, e às vezes também é usado para o tubarão-tigre (Galeocerdo cuvier). Devido aos seus diferentes padrões de cores e proporções corporais, tanto os juvenis quanto os subadultos foram historicamente descritos como espécies separadas (Squalus tigrinus e S. longicaudatus respectivamente).

## Filogenia
Há um suporte morfológico robusto para a colocação do tubarão-zebra, do tubarão-baleia (Rhincodon typus) e dos tubarões-lixa (Ginglymostoma cirratum, Nebrius ferrugineus e Pseudoginglymostoma brevicaudatum) em um único clado. No entanto, as inter-relações entre esses táxons são contestadas por vários autores. Dingerkus (1986) sugeriu que o tubarão-baleia é o parente mais próximo do tubarão-zebra e propôs uma única família abrangendo todas as cinco espécies do clado. Compagno (1988) sugeriu afinidade entre esta espécie e Pseudoginglymostoma ou um clado contendo Rhincodon, Ginglymostoma e Nebrius. Goto (2001) colocou o tubarão-zebra como o grupo irmão de um clado contendo Rhincodon e Ginglymostoma.

## Descrição

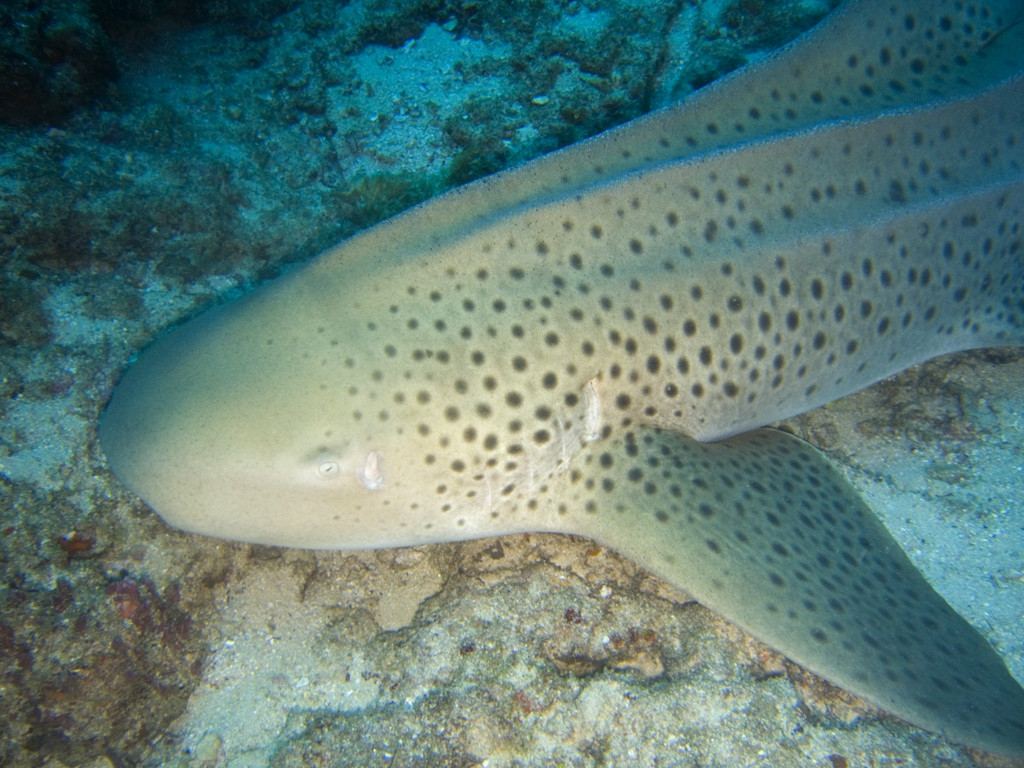
Imagem próxima de um tubarão-zebra

O tubarão-zebra tem um corpo cilíndrico com uma grande cabeça ligeiramente achatada e um focinho curto e achatado. Os olhos são pequenos e colocados nas laterais da cabeça; os espiráculos estão localizados atrás deles e são tão grandes quanto ou maiores que os olhos. As últimas três das cinco fendas branquiais curtas estão situadas sobre as bases da barbatana peitoral, e a quarta e quinta fendas estão muito mais próximas do que as outras. Cada narina tem um barbilho curto e um sulco que vai até a boca. A boca é quase reta, com três lóbulos no lábio inferior e sulcos nos cantos. Existem 28-33 fileiras de dentes na mandíbula superior e 22-32 fileiras de dentes na mandíbula inferior; cada dente tem uma grande cúspide central flanqueada por duas menores.
Existem cinco cristas distintas ao longo do corpo em adultos, uma ao longo da linha média dorsal e duas nas laterais. A crista da linha média dorsal funde-se com a primeira barbatana dorsal, localizada no meio do corpo e com o dobro do tamanho da segunda barbatana dorsal. As barbatanas peitorais são grandes e largas; as barbatanas pélvicas e anal são muito menores, mas maiores do que a segunda barbatana dorsal. A barbatana caudal é quase tão longa quanto o resto do corpo, com um lobo inferior pouco desenvolvido e uma forte incisura ventral perto da ponta do lobo superior. O tubarão-zebra atinge um comprimento de 2,5 metros, com um registro não comprovado de 3,5 metros. Machos e fêmeas não têm tamanho dimórfico.
O padrão de cor em tubarões jovens é marrom escuro acima e amarelo claro abaixo, com listras verticais e manchas amarelas. À medida que o tubarão cresce para 50–90 centímetros de comprimento, as áreas escuras começam a se dividir, mudando o padrão geral de listras de claro sobre escuro para pontos de escuro sobre claro. Há uma variação substancial no padrão entre adultos, que pode ser usada para identificar indivíduos específicos. Uma forma rara, informalmente chamada de tubarão-zebra-arenoso, é geralmente de cor marrom-arenosa com sardas marrom-escuras imperceptíveis em sua parte superior, sem o padrão distinto de manchas escuras e faixas típicas da espécie. O aparecimento de juvenis com essa forma é desconhecido, mas os subadultos que estão em transição para tubarões-zebra-arenosos adultos têm um padrão de malha marrom. Pequenos vestígios deste padrão podem frequentemente ser vistos em tubarões-zebra-arenosos adultos. Essa morfologia, que é geneticamente inseparável da morfologia normal, só é conhecida nos arredores de Malindi, no Quênia, embora indivíduos aparentemente semelhantes tenham sido relatados no Japão e no noroeste da Austrália.
Em 1964, um tubarão-zebra parcialmente albino foi descoberto no Oceano Índico. Era geralmente branco e sem manchas, mas seus olhos eram castanho-escuros como típicos da espécie e ao contrário de albinos inteiros. O tubarão, uma fêmea madura de 1,9 metros de comprimento, era incomum, pois os animais albinos raramente sobrevivem por muito tempo na natureza devido à falta de crípse.

## Distribuição e habitat

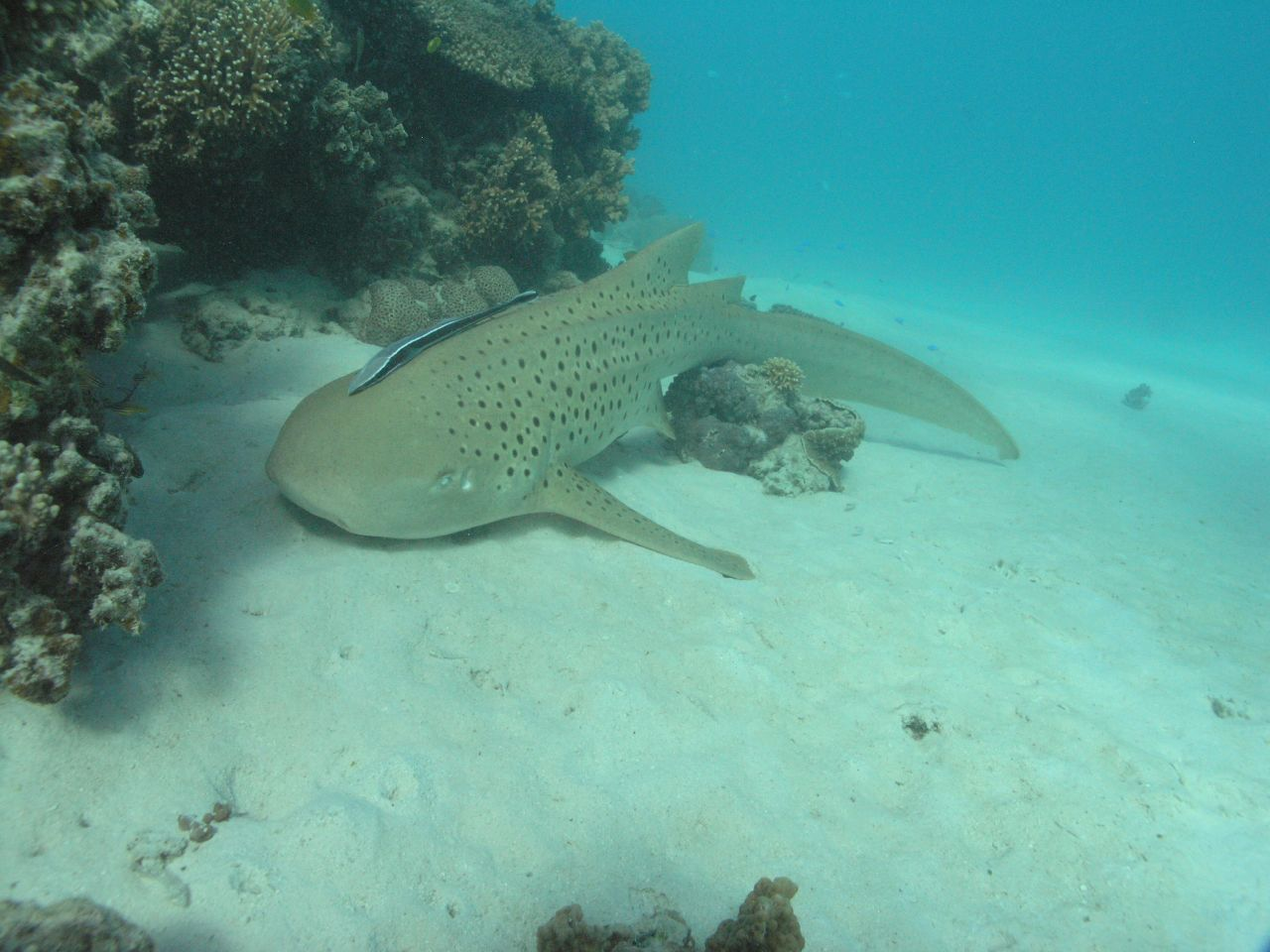
Tubarões-zebra são comumente vistos a descansar na areia próxima a corais

O tubarão-zebra ocorre nas águas tropicais da região do Indo-Pacífico, da África do Sul ao Mar Vermelho e ao Golfo Pérsico (incluindo Madagascar e as Maldivas), à Índia e sudeste da Ásia (incluindo Indonésia, Filipinas e Palau), para o norte a Taiwan e Japão, para o leste a Nova Caledônia e Tonga, e para o sul ao norte da Austrália.
Demersal, o tubarão-zebra é encontrado desde a zona entremarés até uma profundidade de 62 metros sobre as plataformas continentais e insulares. Adultos e grandes juvenis frequentam recifes de coral, entulhos e áreas arenosas. Existem relatos não comprovados dessa espécie em água doce nas Filipinas. Os tubarões-zebra às vezes cruzam as águas oceânicas para alcançar montes submarinos isolados Movimentos de até 140 quilômetros foram registrados para tubarões individuais. No entanto, os dados genéticos indicam que há pouca troca entre as populações de tubarões-zebra, mesmo que seus intervalos sejam contíguos.

## Biologia e ecologia
Durante o dia, os tubarões-zebra são lentos e geralmente encontrados descansando no fundo do mar, às vezes usando suas nadadeiras peitorais para apoiar a parte frontal de seus corpos e voltados para a corrente com suas bocas abertas para facilitar a respiração. Os canais de recife são seus locais de descanso favoritos, uma vez que o espaço restrito faz a água ser mais rápida e mais oxigenada. Eles se tornam mais ativos à noite ou quando a comida fica disponível. Os tubarões-zebra são nadadores fortes e ágeis, impulsionando-se com ondulações anguiliformes pronunciadas (semelhantes a enguias) do corpo e da cauda. Em uma corrente constante, eles foram vistos pairando no lugar com ondas sinuosas de suas caudas.
O tubarão-zebra se alimenta principalmente de moluscos com casca, embora também de crustáceos, pequenos peixes ósseos e possivelmente serpentes marinhas. O corpo esguio e flexível deste tubarão permite que ele se contorça em buracos estreitos e fendas em busca de comida, enquanto sua boca pequena e cavidade bucal densamente musculosa permitem que ele crie uma poderosa força de sucção para extrair a presa. Esta espécie pode ser predada por peixes maiores (notadamente outros tubarões maiores) e mamíferos marinhos. Parasitas conhecidos do tubarão-zebra incluem quatro espécies de tênias do gênero Pedibothrium.

### Vida social
Os tubarões-zebra são geralmente solitários, embora agregações de 20–50 indivíduos tenham sido registradas. No sudeste de Queensland, agregações de várias centenas de tubarões-zebra se formam a cada verão em águas rasas. Essas agregações consistem inteiramente de adultos grandes, com as fêmeas superando os machos em quase três para um. O propósito dessas agregações ainda não está claro; nenhum comportamento de acasalamento definido foi observado entre os tubarões. Há a observação de um tubarão-zebra macho adulto mordendo a nadadeira peitoral de outro macho adulto e empurrando-o contra o fundo do mar; o segundo macho foi virado de costas e permaneceu imóvel por vários minutos. Este comportamento se assemelha aos comportamentos pré-copulatórios entre tubarões machos e fêmeas e, em ambos os casos, a mordida e a retenção da nadadeira peitoral têm sido especuladas como relacionadas a um tubarão afirmando domínio sobre o outro.

### Ciclo de vida
O comportamento de cortejo do tubarão-zebra consiste em o macho seguir a fêmea e morder vigorosamente suas barbatanas peitorais e cauda, com períodos em que ele segura sua barbatana peitoral e os dois tubarões permanecem imóveis no fundo. Ocasionalmente, isso leva ao acasalamento, no qual o macho enrola seu corpo ao redor da fêmea e insere um de seus clásperes em sua cloaca. A cópula dura de dois a cinco minutos. O tubarão-zebra é ovíparo, com as fêmeas colocando grandes cápsulas de ovo medindo 17 centímetros de comprimento, 8 centímetros de largura e 5 centímetros de espessura. O material que envolve o ovo é marrom escuro a roxo, tendo fibras aos lados que o prendem ao substrato. As fibras adesivas emergem primeiro da abertura da fêmea; a fêmea circunda estruturas verticais, como afloramentos de recife, para emaranhar as fibras, de modo a ancorar os ovos. As fêmeas foram documentadas colocando até 46 ovos em um período de 112 dias. Os ovos são depositados em lotes de cerca de quatro. A sazonalidade reprodutiva na natureza é desconhecida.
Em cativeiro, os ovos eclodem após quatro a seis meses, dependendo da temperatura. Os filhotes medem 20–36 centímetros de comprimento e têm caudas proporcionalmente mais longas que os adultos. As preferências de habitat dos juvenis não são claras; um relatório os coloca em profundidades superiores a 50 metros, enquanto outro relatório da Índia sugere que habitam águas mais rasas do que os adultos. As listras dos juvenis podem ter uma função anti-predatorial, tornando cada indivíduo em um grupo mais difícil de atingir. Os machos atingem a maturidade sexual com 1,5–1,8 metros de comprimento e as fêmeas com 1,7 metros de comprimento. Sua vida útil foi estimada em 25-30 anos na natureza. Houve dois relatos de tubarões-zebra fêmeas produzindo filhotes assexuadamente. Um estudo adicional observou partenogênese em mulheres, independentemente da história sexual.

## Interação humana
Dóceis e lentos, os tubarões-zebra não são perigosos para os humanos e podem ser facilmente abordados debaixo d'água. No entanto, eles mordem mergulhadores que puxam suas caudas ou tentam montá-los. Em 2008, havia um registro de um ataque não provocado no Arquivo Internacional de Ataques de Tubarão, embora nenhum ferimento tenha ocorrido. Eles são atrações populares para mergulhadores ecoturistas no Mar Vermelho, nas Maldivas, nas ilhas de Phuket e Phi Phi, na Tailândia, na Grande Barreira de Corais e em outros lugares. Muitos tubarões-zebra em locais de mergulho se acostumaram com a presença de humanos, tirando comida das mãos dos mergulhadores e se deixando tocar. O tubarão-zebra adapta-se bem ao cativeiro e é exibido em vários aquários públicos em todo o mundo. Os jovens pequenos e de cores atraentes também encontram seu caminho nas mãos de amadores particulares, embora esta espécie seja muito grande para o aquário doméstico.
O tubarão-zebra é capturado pela pesca comercial em grande parte de sua área de distribuição, usando redes de arrasto de fundo, redes de emalhar e palangres. A carne é vendida fresca ou seca e salgada para consumo humano. Além disso, o óleo de fígado é usado para vitaminas, as barbatanas para sopa de barbatana de tubarão e as vísceras para farinha de peixe. Os tubarões-zebra são altamente suscetíveis ao esgotamento localizado devido ao seu habitat raso e baixos níveis de dispersão entre as populações, e pesquisas de mercado sugerem que eles são muito menos comuns agora do que no passado. Eles também estão ameaçados pela degradação de seu habitat de recife de coral pelo desenvolvimento humano e por práticas de pesca destrutivas, como dinamitação ou envenenamento. Como resultado, a UICN avaliou esta espécie como ameaçada de extinção. Na costa da Austrália, a única ameaça a esta espécie é um nível muito baixo de captura acidental em redes de arrasto de camarão, e lá foi avaliada como de menor preocupação.